# 蓬川町
蓬川町（よもがわちょう）は、兵庫県尼崎市にある町丁。丁目はなし。郵便番号は660-0081。

## 地理
東は竹谷町・北竹谷町・宮内町、西は水明町、南は道意町、北は崇徳院と隣接している。

## 交通

### 鉄道
鉄道は走っていない。西側水明町の尼崎センタープール前駅が最寄。

### バス
| 路線番号 | 業者     | 起点     | 町内の停留所                 | 終点       |
| -------- | -------- | -------- | ---------------------------- | ---------- |
| 50       | 阪神バス | JR尼崎南 | (琴浦町)-蓬川公園-(北竹谷町) | 阪神出屋敷 |
| 50-2     | 阪神バス | 阪神杭瀬 | (琴浦町)-蓬川公園-(北竹谷町) | 阪神出屋敷 |

## 校区
出典:
| 区域 | 小学校     | 中学校     |
| ---- | ---------- | ---------- |
| 全域 | 成徳小学校 | 大庄中学校 |

## 施設
- 尼崎市立成徳小学校
- みずきの湯
- 八汗房
- 大庄東公園
- 尼崎市営蓬川住宅